# S/2007 S 3
S/2007 S 3 — п'ятдесят четвертий за віддаленістю від планети супутник Сатурна. Відкритий 2007 року Скоттом Шеппардом, Девідом Джуїттом та Дженом Кліна. У наш час супутник не має офіційної назви. S/2007 S 3 належить до скандинавської групи супутників Сатурна (підгрупа Феби).